# Brownsville Station
Brownsville Station var ett rockband från USA, bildat 1969. Medlemmar i gruppen var Cub Koda (gitarr), Mike Lutz (gitarr), Tony Driggins (basgitarr) och T.J Cronley (trummor). Gruppen är främst känd för hiten "Smokin' in the Boys' Room" från 1973 som sålde ca 2 miljoner exemplar. Brownsville Station upplöstes 1979, men återförenades 2012.

## Medlemmar
Nuvarande medlemmar
- Mike Lutz – sång, gitarr, basgitarr, keyboard (1969–1979, 2012–)
- Henry "H Bomb" Weck – trummor, sång (1972–1979, 2012–)
- Billy Craig – gitarr, sång (2012–)
- Arlen Viecelli – gitarr, sång (2013–)
- Brad Johnson – basgitarr, sång

Tidigare medlemmar
- Cub Koda – gitarr, sång (1969–1979; död 2000)
- T.J. Cronley – trummor (1969–1971)
- Tony Driggins – basgitarr, sång (1969–1972)
- Bruce Nazarian – gitarr, sång, basgitarr, keyboard (1975–1979)
- Andy Patalan – gitarr, sång (2012–2013)

## Diskografi
Studioalbum
- No B.S. (1970)
- Brownsville Station (1971)
- A Night on the Town (1972)
- Yeah! (1973)
- School Punks (1974)
- Motor City Connection (1975)
- Brownsville Station (1977)
- Air Special (1978)
- Still Smokin' (2012)

Singlar
- "Rock & Roll Holiday" (1969)
- "Be-Bop Confidential" (1970)
- "Roadrunner" (1971)
- "That's Fine" (1971)
- "The Red Back Spider" (1972)
- "Let Your Yeah Be Yeah" (1973)
- "Smokin' in the Boys Room" (1973)
- "I'm The Leader Of The Gang" (1974)
- "Kings Of The Party" (1974)
- "I Got It Bad For You" (1974)
- "Lady (Put The Light On Me)" (1977)
- "The Martian Boogie" (1977)
- "Love Stealer" (1979)

Samlingsalbum
- Smokin' In the Boys Room: The Best of Brownsville Station (1993)
- Smokin' In the Boys Room and Other Hits (2003)
- Smokin' In the Boys Room (2005)
- Rhino Hi-Five: Brownsville Station (2006)